# Episodi di Cose dell'altro mondo (prima stagione)
La prima stagione della serie televisiva Cose dell'altro mondo è stata trasmessa in anteprima negli Stati Uniti d'America in syndication tra il 19 settembre 1987 e il 28 maggio 1988.
In Italia è stata trasmessa da Rai 1 alle 18:05 dal 1º ottobre 1990. 
| nº | Titolo originale                 | Titolo italiano             | Prima TV USA      | Prima TV Italia |
| -- | -------------------------------- | --------------------------- | ----------------- | --------------- |
| 1  | Evie's Thirteenth Birthday       | Il compleanno di Evie       | 19 settembre 1987 | 1º ottobre 1990 |
| 2  | Playing with the Power           | Giocando con il potere      | 26 settembre 1987 | 2 ottobre 1990  |
| 3  | The Nightmare                    | L'incubo                    | 3 ottobre 1987    | 3 ottobre 1990  |
| 4  | Till Then                        |                             | 10 ottobre 1987   |                 |
| 5  | Evie, Get Your Basketball        |                             | 17 ottobre 1987   |                 |
| 6  | Every Beano Has His Day          |                             | 24 ottobre 1987   |                 |
| 7  | Evie and the Young Astronauts    | Evie e l'astronauta         | 31 ottobre 1987   | 17 ottobre 1990 |
| 8  | Fifties Mom                      |                             | 7 novembre 1987   | 8 ottobre 1990  |
| 9  | Dueling Mayors                   | Giulietta e Romeo           | 14 novembre 1987  |                 |
| 10 | Baby Talk                        |                             | 21 novembre 1987  |                 |
| 11 | Beano's New Diet Clinic          |                             | 28 novembre 1987  |                 |
| 12 | Uh, Oh... Here Comes Mother      | Arriva la nonna             | 5 dicembre 1987   | 12 ottobre 1990 |
| 13 | The Anniversary                  | L'anniversario              | 23 gennaio 1988   | 9 ottobre 1990  |
| 14 | To Tell the Truth                |                             | 30 gennaio 1988   |                 |
| 15 | Pen Pals                         |                             | 6 febbraio 1988   |                 |
| 16 | Broadway Danny Derek             |                             | 13 febbraio 1988  |                 |
| 17 | Mosquito Man: The Motion Picture |                             | 20 febbraio 1988  |                 |
| 18 | The Russians Are Coming          | Arrivano le spie            | 27 febbraio 1988  | 24 ottobre 1990 |
| 19 | AKA: Dad                         | Hanno rubato papà           | 23 aprile 1988    | 15 ottobre 1990 |
| 20 | The Illness                      | Quei misteriosi puntini blu | 30 aprile 1988    | 10 ottobre 1990 |
| 21 | The Box Is Missing               |                             | 7 maggio 1988     |                 |
| 22 | Boy Crazy                        |                             | 14 maggio 1988    |                 |
| 23 | The Three Faces of Evie          |                             | 21 maggio 1988    |                 |
| 24 | I've Got a Secret                |                             | 28 maggio 1988    |                 |